# كلة نمك كور (سدة أراك)
کلة نمك کور (بالفارسية: کله نمک کور) هي قرية تقع في إيران في Sedeh Rural District. يقدر عدد سكانها بـ 299 نسمة بحسب إحصاء 2016.